# 超越自己
《超越自己》是一个电视游戏节目，旨在为所有在越南拥有银行贷款并需要注销债务的穷人提供债务减免和商业融资，由胡志明市电视台科技部协调。与LASTA多媒体股份公司合作，按照泰国CH7电视频道著名的游戏节目《Debt Clearance》（泰语：ปลดหนี้）的形式演出。该节目于2005年至2018年底在HTV7频道播出。